# یانیک کرگوات
یانیک کرگوات (انگلیسی: Yannick Kergoat؛ زادهٔ ۱ ژانویهٔ ۲۰۰۰) تدوین‌گر فیلم اهل فرانسه است.